# Gladiolus jonquilodorus
Gladiolus jonquilodorus là một loài thực vật có hoa trong họ Diên vĩ. Loài này được Eckl. ex G.J.Lewis miêu tả khoa học đầu tiên năm 1954.